# Sierżant Rutledge
Sierżant Rutledge  (oryg. Sergeant Rutledge) – film z 1960 roku w reżyserii Johna Forda.

## Obsada
- Jeffrey Hunter jako porucznik Tom Cantrell
- Constance Towers jako Mary Beecher
- Billie Burke jako pani Cordelia Fosgate
- Woody Strode jako sierżant Braxton Rutledge
- Juano Hernández jako sierżant Matthew Luke Skidmore
- Willis Bouchey jako pułkownik Otis Fosgate